# Bastan (Gave de Pau)
Der Bastan ist ein kleiner Gebirgsfluss im Südwesten von Frankreich, der im Département Hautes-Pyrénées der Region Okzitanien südöstlich der Stadt Pau verläuft.

## Geografie

### Verlauf
Der Bastan entspringt in den nördlichen Pyrenäen, an der Südwest-Flanke des Pic du Midi de Bigorre (2876 m), im Gemeindegebiet von Sers. Der Fluss verläuft zunächst in südlicher Richtung, durchquert den Gebirgssee Lac d’Oncet, erreicht bei der Skistation Super Barèges ein Hochtal, dem er nach Westsüdwest durch die historische Provinz Bigorre folgt, und mündet schließlich nach rund 17 Kilometern an der Gemeindegrenze von Esquièze-Sère und Luz-Saint-Sauveur als rechter Nebenfluss in den Gave de Pau.

### Orte am Fluss
(Reihenfolge in Fließrichtung)
- Super Barèges, Gemeinde Barèges
- Barèges
- Sers
- Betpouey
- Viey
- Viella
- Esterre
- Esquièze-Sère
- Luz-Saint-Sauveur

## Hydrologie
Der Bastan ist bei speziellen Wetterlagen immer wieder von starken Hochwasserereignissen betroffen. Zuletzt hat im Juni 2013 ein derartiges Ereignis zu bedeutenden Schäden geführt. 
Siehe auch Artikel Überschwemmungen in den Pyrenäen 2013.